# Минц, Исаак Израилевич
Исаа́к Изра́илевич Минц (1896—1991) — советский историк, специалист по новейшей истории, «один из официальных и наиболее почитаемых лидеров советской исторической науки». Доктор исторических наук (1936), профессор, член-корреспондент (1939), действительный член АН СССР по Отделению истории и философии (1946). Лауреат Ленинской (1974) и Сталинских (1943, 1946) премий, Герой Социалистического Труда (1976).

## Биография
Родился 22 января (3 февраля) 1896 года в с. Кринички (ныне Днепропетровской области Украины) в семье служащих.
Вступил в РСДРП в апреле 1917 года.
В годы Гражданской войны — комиссар 46-й стрелковой дивизии (1919 г.), Корпуса Червонного казачества РККА.
После окончания в 1926 году Института красной профессуры находился на преподавательской работе.
В 1931 году возглавил секретариат Главной редакции многотомной «Истории гражданской войны в СССР».
В 1932—1949 годах — заведующий кафедрами истории СССР в МИФЛИ и МГУ, а с 1937 года — и в ВПШ при ЦК КПСС. Во время Великой Отечественной войны читал доклады и лекции по истории бойцам Красной армии (более тысячи). Свою Сталинскую премию, полученную в составе коллектива из 15 лауреатов, передал в Фонд обороны.
С 1941 года возглавлял комиссию АН СССР по созданию «Летописи Отечественной войны». По заданию Сталина подготовил в 1943 году труд «Армия Советского Союза», опубликованный на иностранных языках; впоследствии он был признан «несвоевременным» и запрещён к переизданию.
В конце 1940-х годов, во время «борьбы с космополитизмом» академик Минц, его ученики профессора Э. Б. Генкина и И. М. Разгон и их единомышленники были изгнаны из МГУ, поскольку, «претенциозно выдавая себя за основоположников истории советского общества, нанесли серьёзный удар развитию советской исторической науки».
В 1947—1950 годы — профессор Академии общественных наук. С 1950 по 1960 год — заведующий кафедрой истории СССР МГПИ им. В. П. Потёмкина, в 1960—1971 годах — на той же должности в Московского педагогического института им. В. И. Ленина.
С 1954 года — старший научный сотрудник Института истории АН СССР (позднее Институт истории СССР). Председатель Научного совета АН СССР по комплексной проблеме «История Великой Октябрьской революции» (1957—1989). Член авторского коллектива стабильного учебника «История КПСС» под редакцией Б. Н. Пономарёва.
В 1976—1977 годы являлся главным научным консультантом цикла документальных телевизионных фильмов «Наша биография», посвящённых 60-летию Октябрьской революции.
Умер 5 апреля 1991 года. Похоронен на Востряковском кладбище в Москве.

## Семья
Его дочь Лена (Елена; 1925—2007) вышла замуж за историка-слависта Г. Е. Санчука (род. 1917); их сын Виктор Санчук (род. 1959), поэт, живёт в Нью-Йорке, дочь Янина — в Москве.

## В культуре
Послужил прототипом профессора Ганчука в романе Ю. Трифонова «Дом на набережной» (1976).

## Отзывы
По словам Ю. Н. Афанасьева, основной заслугой Минца в советское время считалось «разоблачение мирового империализма как главного виновника разжигания гражданской войны в Советской России, как организатора кровавой интервенции и лагеря внутренней, прежде всего демократической контрреволюции эсеров и меньшевиков — активных помощников интервентов».
Организатор «антикосмополитической» кампании в МГУ профессор А. Л. Сидоров вспоминал о Минце: «Он оставлял впечатление человека, склонного вилять, говорить в лицо одно, а за глаза делать другое. Личной храбростью и мужеством он не отличался, зато способность собирать своих людей, группировать их, поддерживать лиц определённой национальности, несомненна. Я считаю своей заслугой, что в… [19]49 г. выставил его из университета, где он собрал комплекс сил и заведовал кафедрой. Там, где появлялся Минц, появлялись исключительно евреи. Я не против евреев, среди которых у меня много друзей и много учеников, но я против того, чтобы собирали и группировали только их, как это делал Минц».
По словам своего ученика Г. З. Иоффе, Минц «был сверхпослушный член партии. Указания ЦК, обкома, райкома, любого партийного мальчишки-инструктора были для него законом. Несмотря на своё высокое положение, он боялся… своей партии! За всем этим, думается, стояли многочисленные идеологические проработки, наблюдателем и жертвой которых он был. Особый след, пожалуй, оставили „космополитическая кампания“ и „Дело врачей“. К этому делу Минц оказался причастен. Тогда, зимой 1953 года, это он (и некий Хавинсон) объезжали высокопоставленных и знаменитых евреев, собирая их подписи под письмом, осуждающим „убийц в белых халатах“ и заверяющим партию в преданности еврейского народа».

## Награды и премии
- Герой Социалистического Труда (2 февраля 1976)
- 3 ордена Ленина (2 февраля 1966; 2 февраля 1976; 3 февраля 1986)
- орден Октябрьской Революции (20 июля 1971)
- орден Отечественной войны I степени (10 июня 1945)
- Орден Трудового Красного знамени (4 ноября 1944) — за выдающиеся заслуги в деле подготовки специалистов для народного хозяйства и культурного строительства
- Орден Трудового Красного Знамени (2 февраля 1946)
- медали
- Сталинская премия I степени (22 марта 1943) — за научный труд «История гражданской войны в СССР» Т. 2, опубликованный в 1942 году[10]
- Сталинская премия I степени (1946) — за научный труд «История дипломатии» тт. II—III (1945) (с соавторами)
- Ленинская премия (1974) — за научный труд «История Великого Октября» тт. 1—3 (1967—1973)

## Основные работы
Книги
- Английская интервенция и северная контрреволюция. М.-Л., 1931;
- Меньшевики в интервенции. М.; Л., 1931;
- Интервенция на Севере в документах. М., 1933;
- Японская интервенция 1918—1922 гг. (1934);
- Февральская буржуазно-демократическая революция в России. — М., 1938;
- Армия Советского Союза (1942—1943);
- Великая Отечественная война Советского Союза. М., 1947;
- Великий Октябрь в Москве. М., 1947;
- Великая Октябрьская революция и прогресс человечества. М., 1967;
- История Великого Октября (тт. 1—3, 1967—1973; 2-е изд. 1977—1980);
- Сионизм: теория и практика. М.: Политиздат, 1973 (редактор);
- Год 1918-й. М.: Наука, 1982;
- Критика основных концепций современной буржуазной историографии трёх российских революций. М.: Наука, 1983 (редактор);
- Революция и народы России: полемика с западными историками. М.: Наука, 1989 (редактор);
- «Из памяти выплыли воспоминания …»: дневниковые записи, путевые заметки, мемуары. М.: Собрание, 2007 — ISBN 978-5-9606-0034-7.

Статьи
- О войнах справедливых и несправедливых // газета "Правда". — 1939. — № 224;
- Партизанская война против фашистских людоедов // Исторический журнал. — 1941. — № 9;
- Версальский мир (1919 г.) // Вопросы истории. — 1945. — № 2;
- Вопросы истории в I и II томах Сочинений И. В. Сталина // Вопросы истории. — 1947. — № 4;
- Стратегия Великой Октябрьской социалистической революции // Вопросы истории. — 1947. — № 10;
- Ленин и развитие советской исторической науки // Вопросы истории. — 1949. — № 1;
- Новейшие упражнения американских фальсификаторов истории СССР // Вопросы истории. — 1953. — № 11;
- Победа социалистической революции на местах // История СССР. — 1957. — № 4;
- Революционная борьба пролетариата России в 1914—1916 гг. // Вопросы истории. — 1959. — № 11, 12;
- Развитие взглядов Ленина на Советы // Вопросы истории КПСС. — 1960. — № 2;
- Проблемы истории Великой Октябрьской социалистической революции в Программе Коммунистической партии Советского Союза // Вопросы истории. — 1962. — № 11;
- О подготовке научных трудов к 50-летию Великой Октябрьской социалистической революции // Вопросы истории. — 1963. — № 11;
- Фальсификация истории советской эпохи в литературе остфоршеров // Вопросы истории. — 1964. — № 11 (в соавт. с А. Е. Иоффе);
- Первый кризис власти в апреле 1917 г. в России // Вопросы истории. — 1967. — № 1;
- Образование Советов (февраль — март 1917 г.) // История СССР. — 1967. — № 1;
- Задачи советской исторической науки на современном этапе её развития // История СССР. — 1973. — № 5 (в соавт. с М. В. Нечкиной и Л. В. Черепниным);
- Советская Россия и Ноябрьская революция в Германии // Вопросы истории. — 1974. — № 11;
- Великий Октябрь — поворотный пункт в истории человечества (некоторые итоги и задачи изучения проблемы) // История СССР. — 1975. — № 6;
- Великий Октябрь и общественный прогресс человечества // Вопросы истории. — 1976. — № 3;
- Октябрь и мировой революционный процесс // История СССР. — 1977. — № 5;
- Первый штурм империализма (1917—1923) // Вопросы истории. — 1978. — № 11;
- Метаморфозы масонской легенды // История СССР. — 1980. — № 4;
- Возникновение Версальской системы // Вопросы истории. — 1984. — № 11;
- О перестройке в изучении Великого Октября // Вопросы истории. — 1987. — № 4:
- Октябрьская революция — переломное событие всемирной истории // История СССР. — 1987. — № 5.